# TUM Klinikum Rechts der Isar

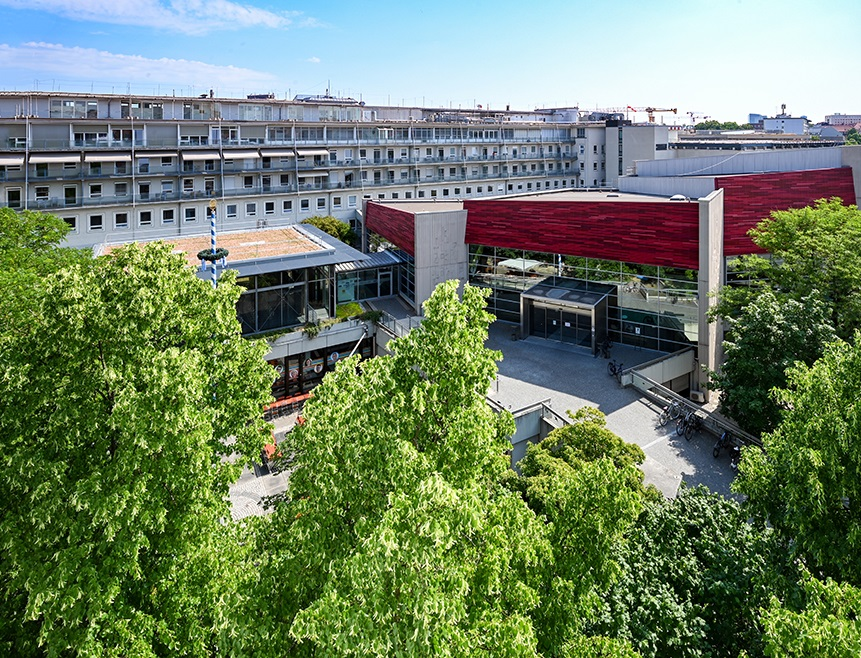
Blick auf Hörsaaltrakt und Bettenhaus des TUM Klinikums Rechts der Isar

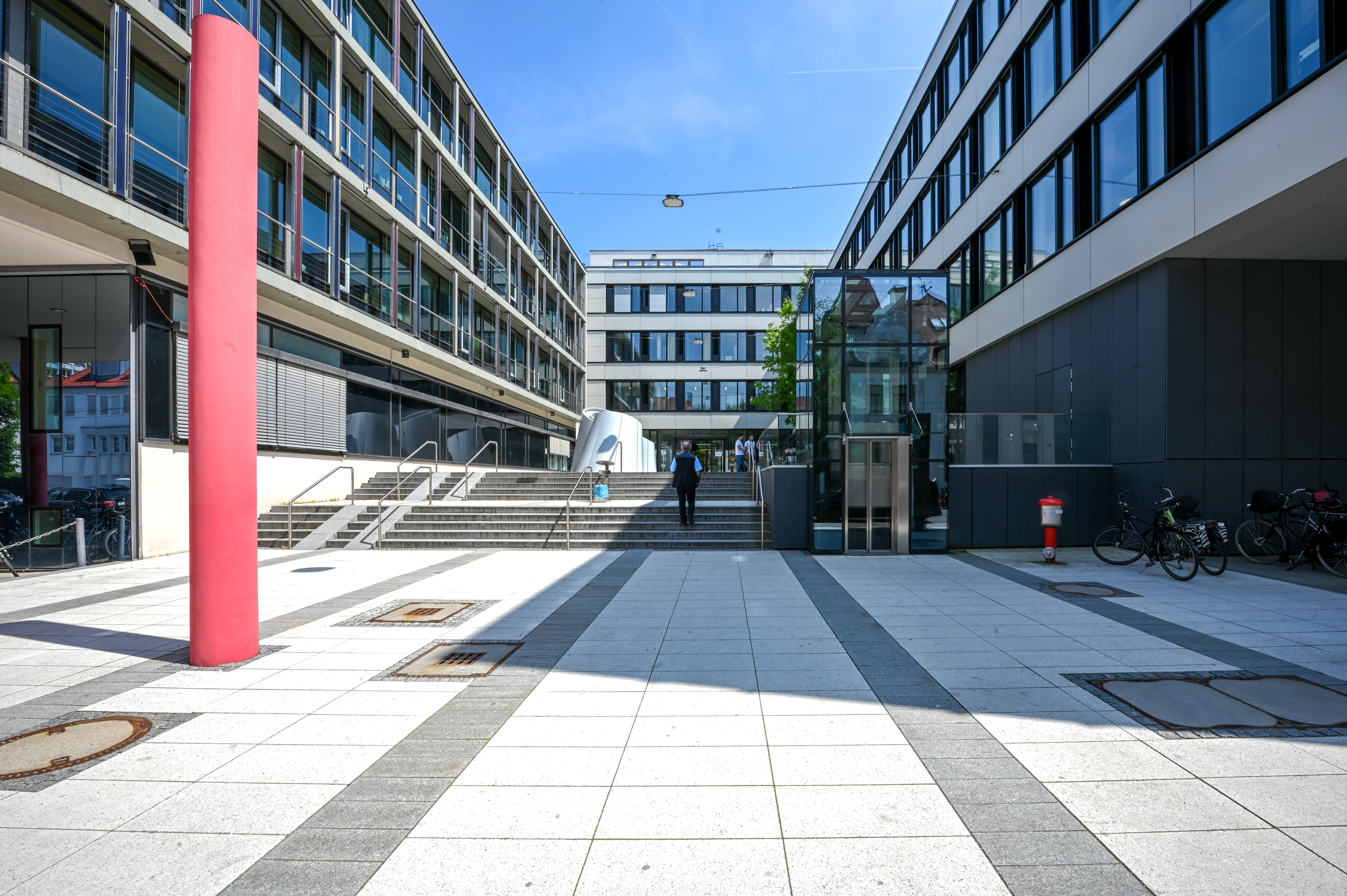
Eingang zum Neuro-Kopf-Zentrum

Das TUM Klinikum Rechts der Isar ist ein Universitätsklinikum der Technischen Universität München im Münchener Stadtteil Haidhausen. Es ist ein Krankenhaus der Maximalversorgung und ist heute eine rechtlich selbstständige Anstalt des öffentlichen Rechts.
Das TUM Klinikum wird von einem Vorstand aus fünf Personen geleitet, in dem der Ärztliche Direktor, die Kaufmännische Direktorin, die Dekanin der TUM School of Medicine and Health, die Pflegedirektorin sowie der Ärztliche Leiter des Deutschen Herzzentrums vertreten sind. Vorstandsvorsitzender ist der Ärztliche Direktor.

## Geschichte
Das heutige Klinikum wurde 1834 als Haidhauser Armen- und Krankenanstalt mit 36 Betten in einem ehemaligen Kaffeehaus gegründet, 1840 vom Orden der Barmherzigen Schwestern vom hl. Vinzenz von Paul übernommen und 130 Jahre lang geführt.
Mit der Eingemeindung nach München kam die Umbenennung in Krankenhaus rechts der Isar. Man war nun in der Lage bis zu 159 Patienten zu versorgen, die man ab 1866 erstmals in Angehörige der chirurgischen und internen Abteilung trennte. Bis 1902 wurde unter dem starken Druck der Bevölkerungszunahme auf 736 Betten aufgestockt, von denen am Ende des Zweiten Weltkrieges nur noch 200 belegbar waren. Im März 1954 wurde im Rahmen des Krankenhausentwicklungsplanes der Stadt München das Krankenhaus rechts der Isar wieder auf- und ausgebaut.
Im Jahr 1967 wurde das Städtische Krankenhaus rechts der Isar, unter anderem dank Georg Maurer, zu einer Universitätsklinik. Es erhielt den Status Universitätsklinikum der Technischen Hochschule München, der späteren Technischen Universität München (TUM) und wurde um einen Hörsaaltrakt erweitert.
Seit Juli 2003 ist das Klinikum eine rechtlich selbstständige Anstalt des öffentlichen Rechts.
Für weltweites Aufsehen sorgte die erfolgreiche Transplantation von zwei kompletten Armen im Juni 2008, bei der etwa 40 Ärzte beteiligt waren. Zwei Jahre später war der Heilungsprozess des Patienten so weit fortgeschritten, dass er Hände und Finger wieder bewegen und benutzen konnte.
Mit der Gründung der TUM School of Medicine and Health zum 1. Oktober 2023 wurden die bisherigen Fakultäten für Medizin sowie Sport- und Gesundheitswissenschaften aufgelöst.
Zum 1. August 2024 wurden das Klinikum rechts der Isar der TUM und das Deutsche Herzzentrum München auf der Grundlage eines entsprechenden Landtagsbeschlusses zum TUM Klinikum zusammengeführt.

## Kliniken, Abteilungen und Institute
Heute besteht das TUM Klinikum Rechts der Isar aus rund 30 Kliniken und Abteilungen, hinzu kommen 20 Interdisziplinäre Zentren und mehrere wissenschaftliche Institute. Jährlich werden etwa 57.000 Patientinnen und Patienten stationär und 265.000 Personen ambulant behandelt.

## Forschung und Lehre
An der TUM School of Medicine and Health gibt es rund 4.500 Studierende. Um die kontinuierliche Verbesserung der Lehre voranzutreiben, wurde mit dem TUM Medical Education Center (MEC) ein Zentrum gegründet, um administrative und akademische Handlungsfelder zu verbinden und so die medizinische Lehre zu fördern. Dabei arbeitet das TUM Klinikum Rechts der Isar eng mit anderen Forschungseinrichtungen wie dem Helmholtz Zentrum oder den Max-Planck-Instituten zusammen. Das Klinikum und Forschende der TUM School of Medicine and Health sind kontinuierlich an mehreren Forschungsverbünden beteiligt.

## Ausbildung
Das Klinikum bietet eine Vielzahl von Ausbildungsberufen im Gesundheitswesen und anderen Bereichen an. Die praktische Ausbildung in den Gesundheitsberufen erfolgt überwiegend in den Fachabteilungen der einzelnen Kliniken. Zu den Ausbildungsberufen gehören z. B.
- Anästhesietechnischer Assistent (ATA) (m/w/d)
- Operationstechnischer Assistent (OTA) (M/w/d), M
- Medizinischer Fachangestellte (MFA) oder zum
- Pflegefachhelfer (m/w/d)

## Mordfälle 2020
Im Mai 2023 wurde bekannt, dass ein 27 Jahre alter Altenpfleger, der 2020 für vier Monate wegen des Pflegenotstands von einer österreichischen Zeitarbeitsfirma an das Münchner Klinikum rechts der Isar als Krankenpfleger vermittelt wurde, zwei schwer kranke Patienten getötet und mindestens sechs Patienten in Lebensgefahr gebracht hatte, darunter auch Hans Magnus Enzensberger.
Er war auf der Neurochirurgie im Überwachungszimmer eingesetzt und sedierte nachts Patienten. Das Landgericht München verurteilte ihn zu einer lebenslangen Gesamtfreiheitsstrafe.

## Organspendeskandal
Im Rahmen des Organspende-Skandals ermittelte die Staatsanwaltschaft wegen Unregelmäßigkeiten bei der Vergabe von Spenderlebern im Klinikum rechts der Isar.
Am 21. Februar 2013 bestätigte die Klinik, dass das Beschäftigungsverhältnis mit dem Chefarzt der Chirurgischen Klinik aufgelöst wurde.
Im Mai 2013 wurde bekannt, dass die bayerische Staatsregierung dem Klinikum die Zulassung für Lebertransplantationen entzogen hatte.